# Protosticta kinabaluensis
Protosticta kinabaluensis är en trollsländeart som beskrevs av Harry Hyde Laidlaw, Jr. 1915. Protosticta kinabaluensis ingår i släktet Protosticta och familjen Platystictidae. Inga underarter finns listade i Catalogue of Life.